# Kudremukh
Kudremukh là một thị xã của quận Chikmagalur thuộc bang Karnataka, Ấn Độ.

## Nhân khẩu
Theo điều tra dân số năm 2001 của Ấn Độ, Kudremukh có dân số 8095 người. Phái nam chiếm 54% tổng số dân và phái nữ chiếm 46%. Kudremukh có tỷ lệ 80% biết đọc biết viết, cao hơn tỷ lệ trung bình toàn quốc là 59,5%: tỷ lệ cho phái nam là 83%, và tỷ lệ cho phái nữ là 77%. Tại Kudremukh, 11% dân số nhỏ hơn 6 tuổi.